# HD 134335
Désignations
HD 134335 est une étoile géante de la constellation du Bouvier.